# طعام الشارع في تشيناي

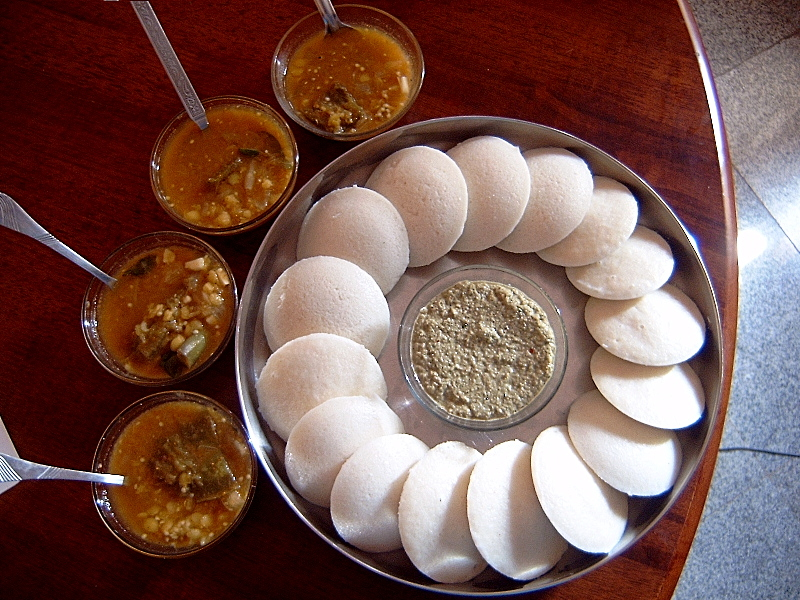
إدلي وسامبر، طبق شائع في تشيناي

تحظى أطعمة الشوارع بشعبية كبيرة في تشيناي كما هو الحال في مناطق أخرى من الهند،  على الرغم من الاعتقاد السائد في الهند بأن أطعمة الشوارع غير صحية.  يعتبر السامبر من الأطباق الشعبية التي تقدم كوجبة إفطار أو عشاء في المنطقة. بصرف النظر عن أطعمة الشوارع المعتادة في جنوب الهند، تمتلئ شوارع المدينة أيضًا بالعديد من منافذ بيع أطعمة الشوارع في شمال الهند، ومعظمها أنشأها مهاجرون من شمال الهند أنفسهم. كما تجد الأطعمة الغوجاراتية والبورمية متاحة في الشوارع. تحظى أطعمة الشوارع في تشيناي بشعبية كبيرة لدرجة أنه طُوّرت لعبة تعتمد على البرنامج التلفزيوني The Amazing Race حيث يتعين على المتسابقين اتباع الأدلة للوصول إلى أماكن تناول الطعام في الشوارع في المدينة. 

## الأصناف

### إدلي سامبر
Idli sambhar هو طعام شائع في جنوب الهند. وهو طعام شهي يتم تحضيره عن طريق تبخير عجينة تتكون من العدس الأسود المخمر (منزوع القشرة) والأرز. سامبر عبارة عن يخنة نباتية أو حساء الشودر يعتمد على العدس ويعتمد على مرق مصنوع من التمر الهندي المشهور في جنوب الهند ومأكولات التاميل السريلانكية التي تتكيف مع ذوقها وبيئتها. 

### دوسا
الدوسا هي نوع من الفطائر المصنوعة من العجين المخمر. وتشبه إلى حد ما الكريب ولكن مكوناتها الرئيسية هي الأرز والجرام الأسود. تعتبر فطائر الدوسا جزءاً نموذجياً من النظام الغذائي لجنوب الهند وتحظى بشعبية في جميع أنحاء شبه القارة الهندية. تُقدّم ماسالا دوسا ساخنة مع السامبر المحشو بالبطاطس ماسالا (ألو ماسالا) أو بانير ماسالا والصلصة.  يمكن استهلاكها مع طبق إدلي بودي أيضًا.

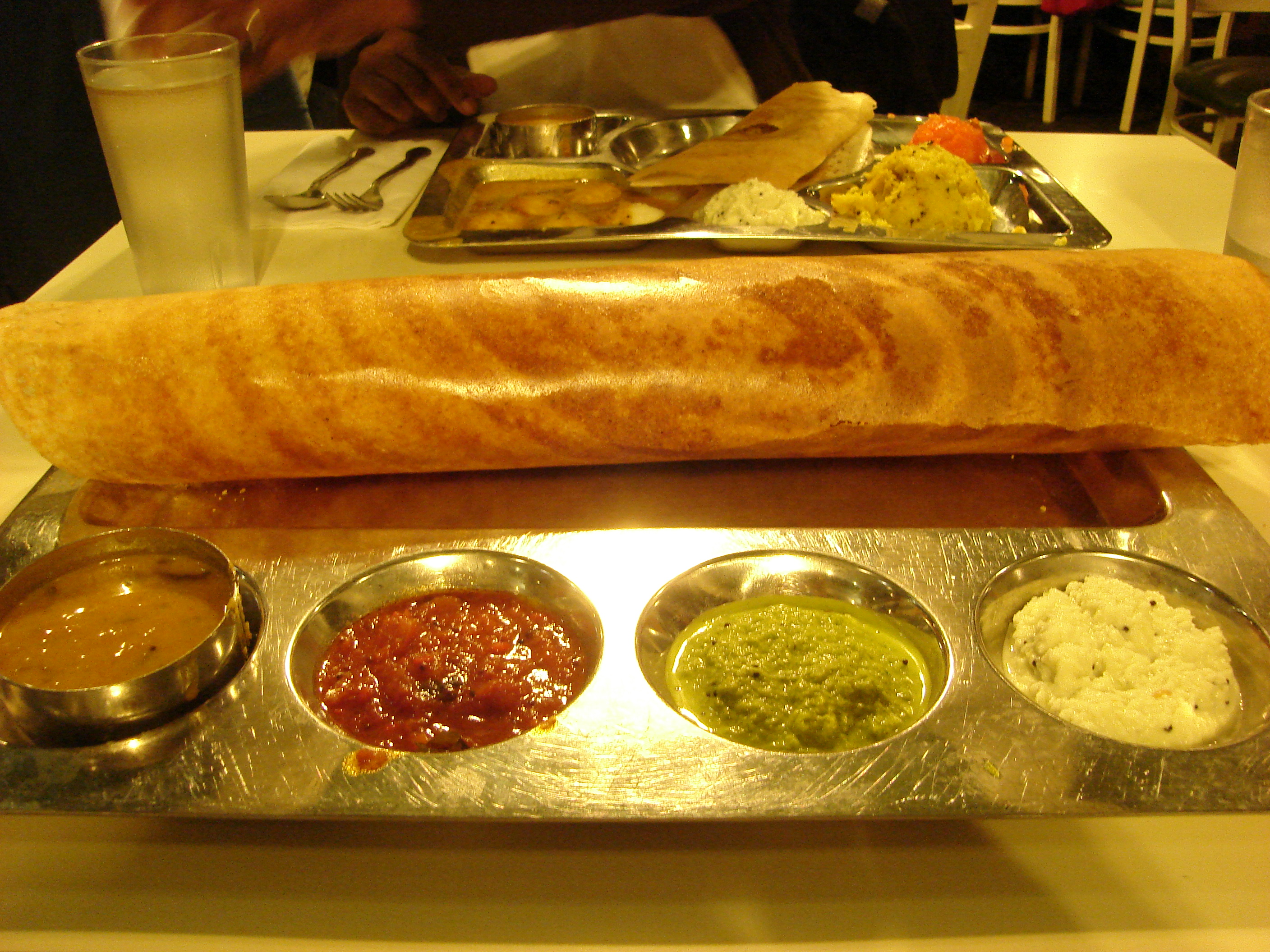
دوساي والصلصة، في فندق سارافانا بهافان

### أوتابام
أوتابام أو أوثابام أو أوثابا (التاميل: ஊத்தாப்பம்) هو طبق يشبه الدوسا مصنوع من مكونات خليطة. على عكس الدوسا، التي تكون مقرمشة وتشبه الكريب، فإن فطائر أوتابام تكون سميكة، تضاف لها طبقة المكونات مباشرة عند الطهي. تتكون طبقة المكونات التي توضع فوق فطيرة أوتابام تقليديًا من الطماطم والبصل والفلفل الحار والفلفل الحلو ومزيج الملفوف. الخيارات الشائعة الأخرى هي جوز الهند أو الخضار المختلطة. غالبًا ما تؤكل فطيرة أوتابام مع السامبر أو الصلصة. وتحظى بشعبية في جنوب الهند.

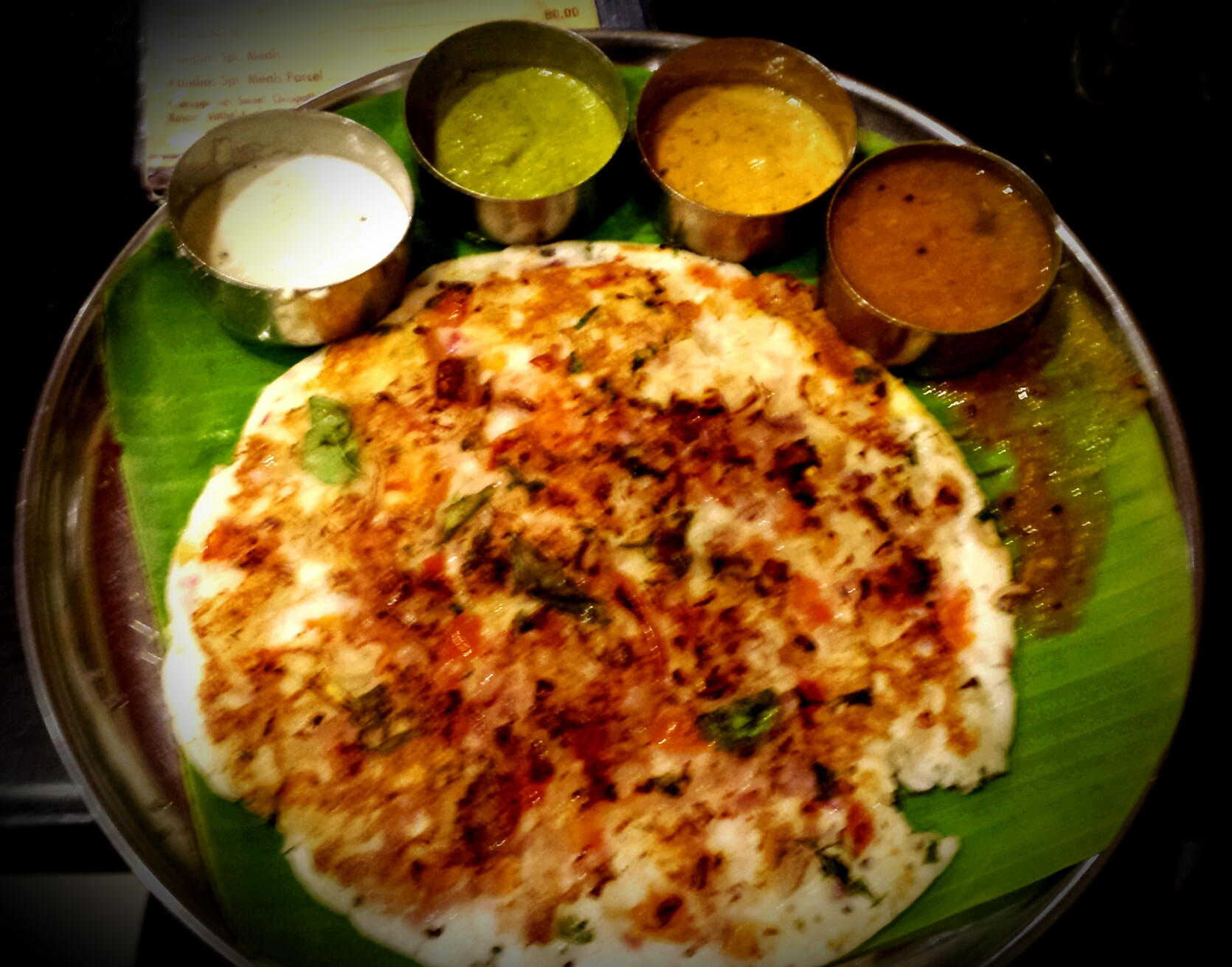
أوتابام مع بصل وطماطم

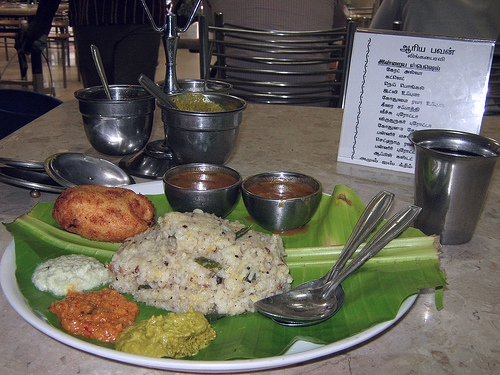
بونغال مع الصلصة، سامبر، فادا

### بانيارام
بانيارام كوجي (التاميلية: குழி பணியாரம்) أو غونتا بونغانالو (التيلجو:గుంట పొంగణాలు) هو طبق هندي مصنوع عن طريق تبخير الخليط باستخدام قالب نصف كروي. يتكون الخليط من العدس الأسود والأرز ويشبه في تركيبه الخليط المعجون المستخدم في صنع الإدلي والدوسا. يمكن أيضًا تحضير الطبق حلوًا أو حارًا اعتمادًا على المكونات والفلفل الحار. يحضّر بانيارام في مقلاة خاصة بها شقوق صغيرة متعددة. وهي معروفة بأسماء مختلفة في جنوب الهند، بما في ذلك كوزي بانيارام، بادو، آبي، جوليابا، جوليتو، ييريابا، جوندبونجلو، جونتا بونجانالو.

### فادا
فادا [vəɽɑː] هو مصطلح شائع للعديد من الأنواع المختلفة من الوجبات الخفيفة المقلية من الهند. يمكن وصف أنواع مختلفة من الفادا على أنها الفطائر أو الكعك أو الزلابية. الأسماء البديلة لهذا الطعام تشمل وادا، فادي، فاداي، وادي وبراء. تختلف أنواع الفادا باختلاف مكوناتها، بدءًا من البقوليات (مثل ميدو فادا في جنوب الهند) إلى البطاطس (مثل باتاتا فادا في غرب الهند). غالبًا ما توكل الفادا كوجبة إفطار أو وجبة خفيفة، وتستخدم أيضًا في تحضيرات الطعام الأخرى (مثل داهي فادا وفادا باف).

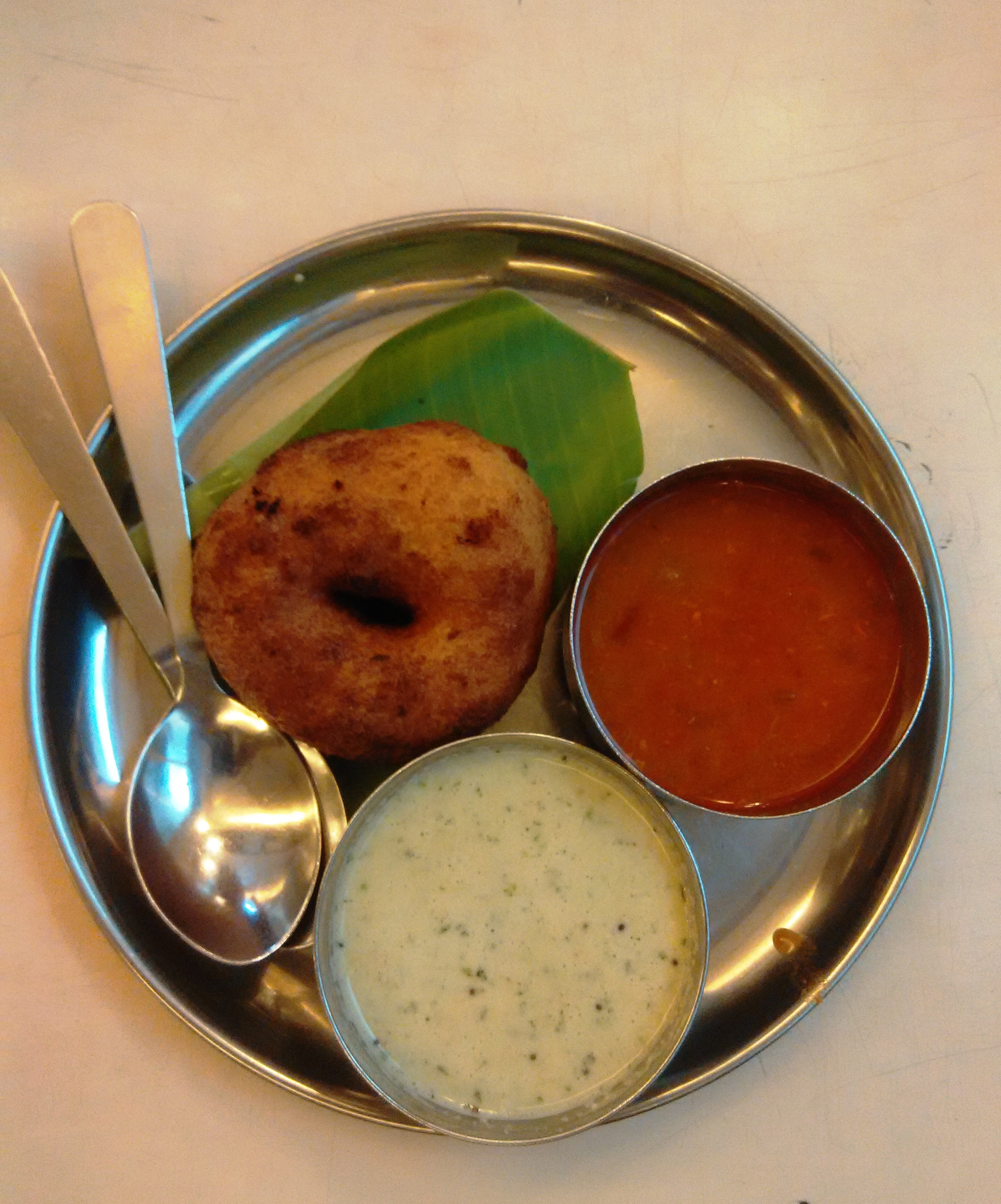
صلصة فادا سامبر

### باجي
الباجي عبارة عن وجبة خفيفة هندية حارة أو طبق رئيسي مشابه للفطيرة، مع العديد من الاختلافات. غالبًا ما بقدّم مع الصلصة.

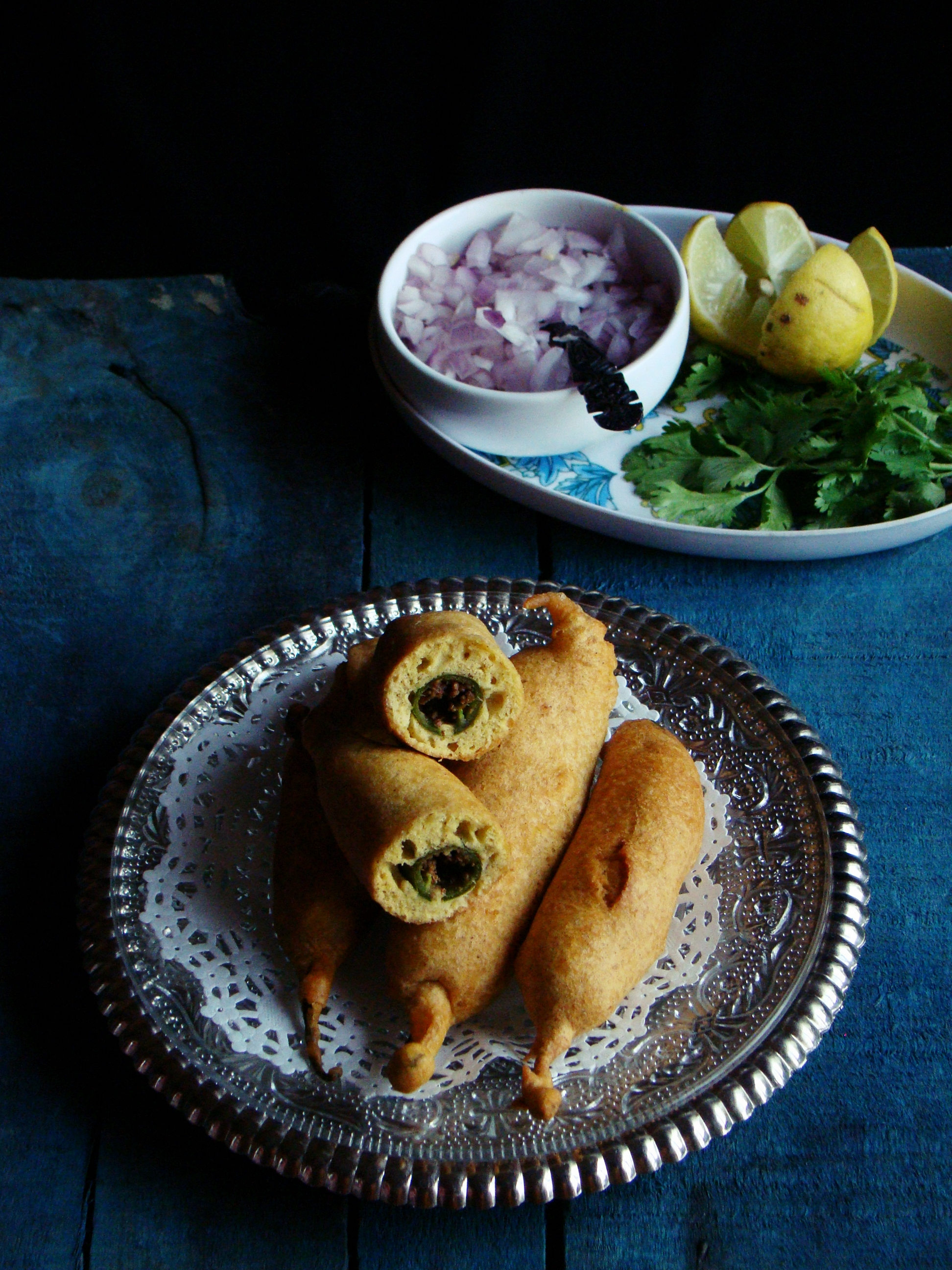
باجي حارة

### باكودا
الباكودا هي نوع من الفطائر وهي وجبة خفيفة مفضلة في الهند. هناك اختلافات لا حصر لها من الباكودا، فمنها باكودا الخضروات المختلطة كما يوحي الاسم مصنوعة من مجموعة متنوعة من الخضروات.

### بولي
البولي في ولاية تاميل نادو هي فطيرة حلوة صفراء ذهبية من جنوب الهند. تحضّر عدة أنواع من البولي بما في ذلك ثينجا (جوز الهند) بولي وجاجيري والسكر. تشتهر بولي بشكل خاص في المناطق الواقعة في أقصى جنوب تاميل نادو وكيرالا والهند وشمال سريلانكا. تؤكل في الغالب بعد الغداء أو كوجبة خفيفة في المساء.

### باروثا الفلفل الحار
هو نوع مختلف من الباراثا الذي يحظى بشعبية كبيرة كوجبة عشاء. يحضّره عن طريق تقطيع الباروثا إلى قطع صغيرة وقليها في مقلاة مع الكثير من مسحوق الفلفل الحار والطماطم والفلفل والبصل، وعادة ما يظهر الطبق باللون الأحمر الفاتح ويتم تحميص الباروثا على شكل رقائق مقرمشة.

### شباتي
يحضّر الشاباتي باستخدام عجينة طرية تتكون من دقيق العطا والملح والماء. عطا مصنوع من الجيهون الصلب (القمح الهندي أو القمح القاسي). يكون القمح مطحوناً بشكل ناعم أكثر من معظم أنواع دقيق القمح الكامل على الطريقة الغربية. تقليدياً، يتم تحضير الروتي (والأرز) بدون ملح لتوفير خلفية لطيفة للأطباق المتبلة.

### إيديابام
إيدبابام، أو النطاطات الخيطية، هو طعام تقليدي من مناطق التاميل وكيرالا وكودافا وتولو وسريلانكا يتكون من دقيق الأرز المضغوط في شكل المعكرونة ثم يُطهى على البخار.   يقدّم مع كورما أو حليب جوز الهند.

### البرياني

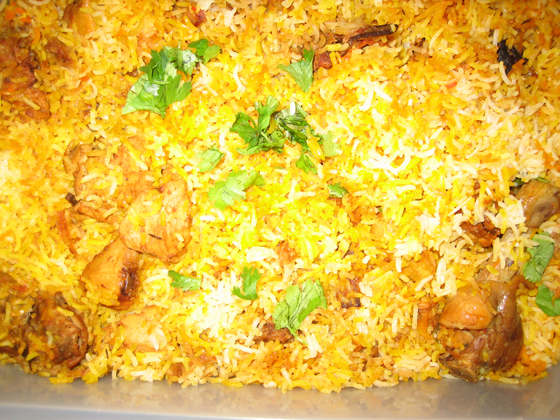
برياني

البرياني هو طبق يحظى بشعبية كبيرة في تشيناي. ويحضر من الأرز واللحم. من أنواعه برياني الدجاج، وبرياني لحم الضأن، وبرياني البيض، والبرياني النباتي.،هناك نظرية مفادها أن المغول جلبوه معهم. الكشكا هي البرياني بدون لحم أو لحم منزوع من الأرز. يُقدّم البرياني عادة مع مرق البرينجال الحامض ( باجارا بينجان ) والريتا المبردة.

### كولفي
يشبه الكلفي الآيس كريم في المظهر والطعم. ومع ذلك فهو أكثر كثافة ودسمًا. يأتي بنكهات مختلفة. الأنواع الأكثر تقليدية هي الكريمة (مالاي)، الورد، المانجو، الهيل (إليتشي)، الزعفران (قيصر أو زعفران)، والفستق.

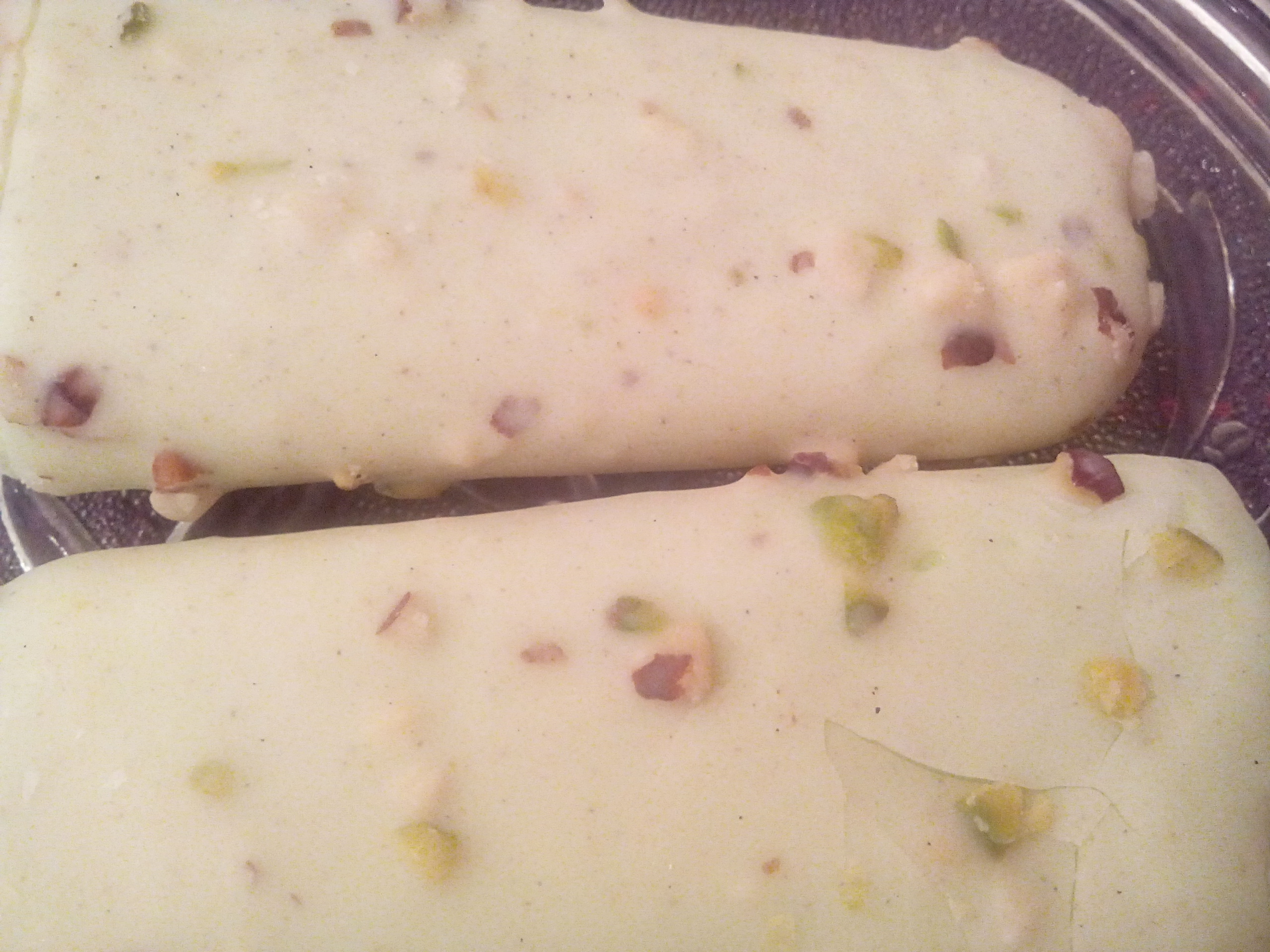
بيستا كولفي